# Elizabeth Nourse
Pour les articles homonymes, voir Nourse.
Elizabeth Nourse, née le 26 octobre 1859 à Mount Healthy (Ohio) et morte le 8 octobre 1938 à Paris, est une peintre américaine. Elle a principalement effectué des portraits, des scènes de genre et des paysages dans un style s'apparentant le plus souvent au réalisme. Elizabeth Nourse a pu être considérée comme « précurseur de la peinture sociale réaliste ».

## Biographie

### Enfance et études
Elizabeth Nourse naît le 26 octobre 1859 à Mount Healthy, dans l'Ohio dans le foyer catholique de Caleb Elijah Nourse et Elizabeth LeBreton Rogers Nourse. Elizabeth et sa jumelle Adelaide sont les cadettes d'une fratrie comptant dix enfants. Elle étudie à la McMicken School of Design où elle reçoit les enseignements de Thomas Satterwhite Noble. Elle décline l'offre d'un poste d'enseignante au sein de l'école afin de se concentrer sur son art. Orpheline dès 1882, elle part brièvement étudier à l'Art Students League of New York. Elle est de retour dans l'Ohio l'année suivante : Elizabeth gagne sa vie en effectuant des peintures d'intérieur et en réalisant des portraits.

### Fin des études et début de carrière à Paris

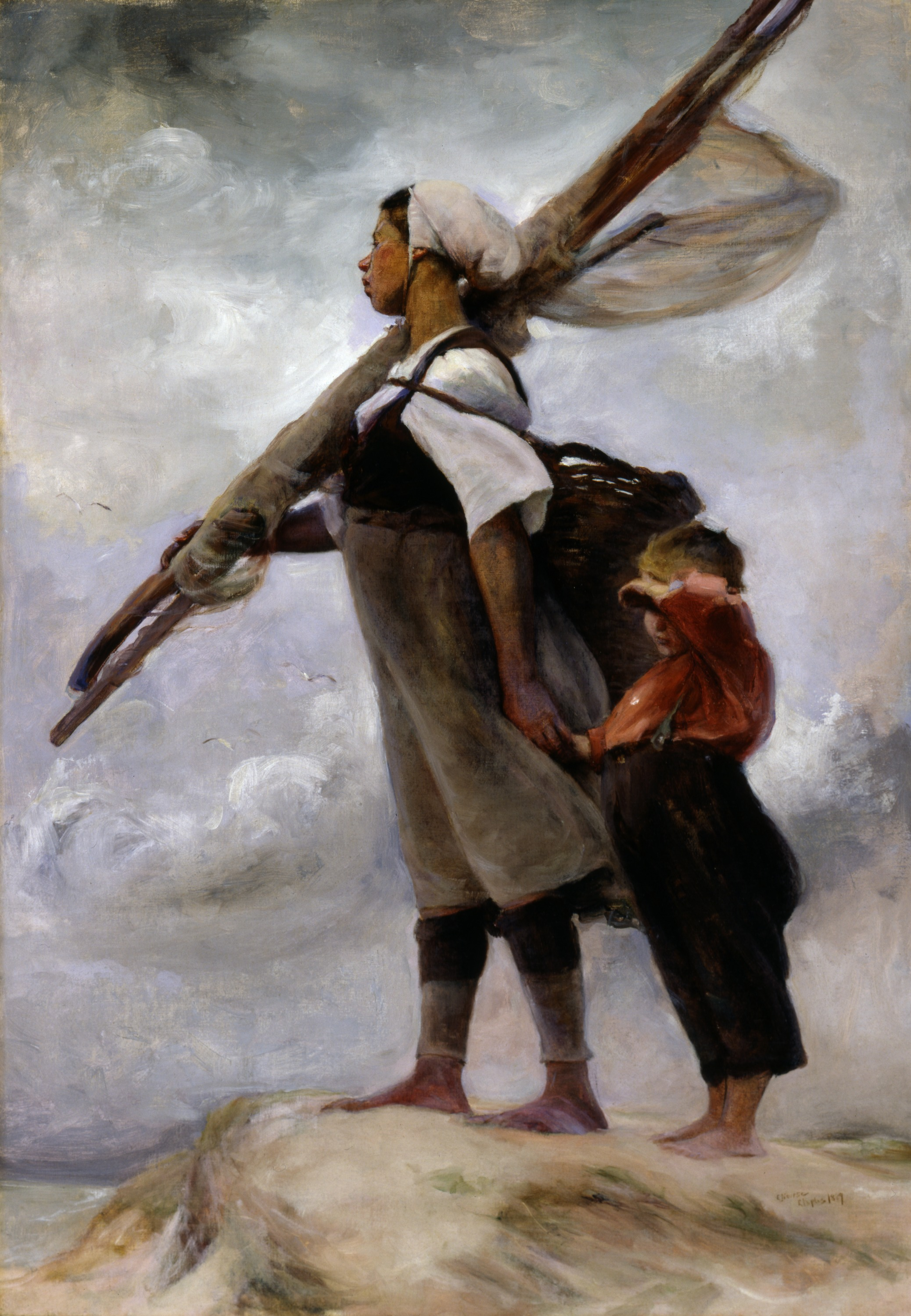
en (1889) représente une pêcheuse de Picardie.

Elle rejoint l'Académie Julian de Paris en 1887 : elle compte Gustave Boulanger et Jules Lefebvre parmi ses professeurs. Disposant déjà d'une technique avancée, elle finit rapidement son cursus et ouvre son propre studio,. Une exposition lui est consacrée dès 1888 : ses œuvres présentent de nombreuses femmes, souvent paysannes, et des scènes de vie de la campagne française. À cette période, Nourse se déplace en Europe, en Russie et en Afrique du Nord et peint les sujets qu'elle rencontre,.
Pendant la Première Guerre mondiale, Nourse reste à Paris où elle aide les réfugiés de guerre européens : elle sollicite des dons auprès de ses connaissances restées aux États-Unis et au Canada. En 1921, la Médaille Laetere de l'université Notre-Dame-du-Lac, dans l'Indiana récompense ses actions.

### Dernières années
Elizabeth prend sa retraite artistique en 1924. En 1927, la mort de sa sœur jumelle atteint grandement Elizabeth qui entre dans une profonde dépression. Déjà opérée pour un cancer du sein en 1920, la maladie revient en 1937. Elizabeth Nourse meurt, célibataire, le 8 octobre 1938, à son domicile au no 80 rue d'Assas dans le 6e arrondissement de Paris,,.